# عبد الكريم الزنجاني
عبد الكريم بن محمد رضا بن محمد حسن الزنجاني (1304 هـ - 1388 هـ) هو رجل دين وفقيه وفيلسوف شيعي عراقي من أهل النجف، وأما لقب الزنجاني فهو نسبة إلى مدينة زنجان الإيرانيَّة التي هاجر إليها جده سنة 1217 هـ، فنسبوا إليها. والزنجاني مصنف له عدد من المصنَّفات باللغات العربيَّة والفارسيَّة والأردويَّة. وقد دونت خطبه في كتاب بعنوان صفحة من رحلة الإمام الزنجاني وخطبه في الأقطار العربية والعواصم الإسلامية.

## من أساتذته
- السيد محمد كاظم اليزدي
- السيد محمد الفيروزآبادي [2]

## مصنفاته وآثاره
من مصنفاته وآثاره المذكورة في تراجمه:
| - ابن سينا خالد بآثاره. - الكندي. - الإعداد الروحي للجهاد الإسلامي في فلسطين. - جامع المسائل. في الفقه. | - دروس الفلسفة. - محاضرات. - الوحدة الإسلامية والتقريب بين مذاهب المسلمين. - المثل العليا في الإسلام. |

## وصلات خارجية
- المجمع العالمي للتقريب بين المذاهب الإسلامية - الشيخ عبد الكريم الزنجاني
- آية الله الشيخ عبد الكريم الزنجاني
- الامام عبد الكريم الزنجاني فيلسوف ظلمه العراقيون - مركز النور

### كتب
- الأعلام. خير الدين الزركلي، طبع بيروت - لبنان، 1980، منشورات دار العلم للملايين.

### إشارات مرجعية
1. 1 2  
الزركلي، خير الدين. الأعلام - ج4. ص. 56. مؤرشف من الأصل في 2019-12-10.
2. ↑  السيد محمد الغروي (1999). مع علماء النجف (ط. الأولى). دار الثقلين، بيروت، لبنان. ج. الثاني. ص. 244.